# Campionati del mondo di atletica leggera 2019 - Staffetta 4×100 metri maschile
La staffetta 4×100 metri maschile dei Campionati del mondo di atletica leggera 2019 si è svolta tra il 4 e il 5 ottobre.

## Podio
| Pos.    | Nazionalità                                                                                  | Prestazione |
| ------- | -------------------------------------------------------------------------------------------- | ----------- |
| Oro     | Stati Uniti Christian Coleman, Justin Gatlin, Mike Rodgers, Noah Lyles, Cravon Gillespie*    | 37"10       |
| Argento | Gran Bretagna Adam Gemili, Zharnel Hughes, Richard Kilty, Nethaneel Mitchell-Blake           | 37"36       |
| Bronzo  | Giappone Shuhei Tada, Kirara Shiraishi, Yoshihide Kiryū, Abdul Hakim Sani Brown, Yuki Koike* | 37"43       |

## Situazione pre-gara

### Record
Prima di questa competizione, il record del mondo (RM) e il record dei campionati (RC) erano i seguenti.
| Record                | Prestazione | Atleta                                                         | Data                                  | Competizione   |
| --------------------- | ----------- | -------------------------------------------------------------- | ------------------------------------- | -------------- |
| Record mondiale       | 36"84       | Giamaica Nesta Carter, Michael Frater, Yohan Blake, Usain Bolt | 11 agosto 2012 Londra, Regno Unito    | Olimpiade 2012 |
| Record dei campionati | 37"04       | Giamaica Nesta Carter, Michael Frater, Yohan Blake, Usain Bolt | 4 settembre 2011 Taegu, Corea del Sud | Mondiale 2011  |

### Campioni in carica
I campioni in carica a livello mondiale e olimpico erano:
| Campione | Nazione                                                                                               | Prestazione | Data                                   | Competizione   |
| -------- | --- | ----------- | -------------------------------------- | -------------- |
| Olimpico | Giamaica Asafa Powell, Yohan Blake, Nickel Ashmeade, Usain Bolt, Jevaughn Minzie*, Kemar Bailey-Cole* | 37"27       | 16 agosto 2016 Rio de Janeiro, Brasile | Olimpiadi 2016 |
| Mondiale | Gran Bretagna Chijindu Ujah, Adam Gemili, Daniel Talbot, Nethaneel Mitchell-Blake                     | 37"47       | 12 agosto 2017 Londra, Regno Unito     | Mondiali 2017  |

## Risultati

### Batterie
Le batterie si sono svolte il 4 ottobre dalle ore 21:05. I primi tre di ogni serie (Q) e i due tempi migliori tra gli esclusi (q) si qualificano alla finale .
| Pos. | Batteria | Corsia | Nazione       | Atleti                                                                              | Tempo | Note                                     |
| ---- | -------- | ------ | ------------- | ----------------------------------------------------------------------------------- | ----- | ---------------------------------------- |
| 1    | 1        | 6      | Gran Bretagna | Adam Gemili, Zharnel Hughes, Richard Kilty, Nethaneel Mitchell-Blake                | 37"56 | Q                                        |
| 2    | 2        | 4      | Sudafrica     | Thando Dlodlo, Simon Magakwe, Clarence Munyai, Akani Simbine                        | 37"65 | Q                                        |
| 3    | 2        | 5      | Giappone      | Yuki Koike, Kirara Shiraishi, Yoshihide Kiryū, Abdul Hakim Sani Brown               | 37"78 | Q,                                       |
| 4    | 2        | 9      | Cina          | Su Bingtian, Xu Zhouzheng, Wu Zhiqiang, Xie Zhenye                                  | 37"79 | Q                                        |
| 5    | 2        | 6      | Francia       | Amaury Golitin, Jimmy Vicaut, Méba-Mickaël Zézé, Mouhamadou Fall                    | 37"88 | q                                        |
| 6    | 1        | 2      | Brasile       | Rodrigo do Nascimento, Vitor Hugo dos Santos, Derick Silva, Paulo André de Oliveira | 37"90 | Q =                                      |
| 7    | 2        | 3      | Paesi Bassi   | Joris van Gool, Taymir Burnet, Hensley Paulina, Churandy Martina                    | 37"91 | q                                        |
| 8    | 2        | 2      | Canada        | Gavin Smellie, Aaron Brown, Brendon Rodney, Andre De Grasse                         | 37"91 | Miglior prestazione personale stagionale |
| 9    | 1        | 5      | Stati Uniti   | Christian Coleman, Justin Gatlin, Mike Rodgers, Cravon Gillespie                    | 38"03 | Q                                        |
| 10   | 1        | 4      | Italia        | Federico Cattaneo, Marcell Jacobs, Davide Manenti, Filippo Tortu                    | 38"11 | Record nazionale                         |
| 11   | 1        | 7      | Giamaica      | Oshane Bailey, Yohan Blake, Rasheed Dwyer, Tyquendo Tracey                          | 38"15 | Miglior prestazione personale stagionale |
| 12   | 2        | 7      | Germania      | Julian Reus, Joshua Hartmann, Roy Schmidt, Marvin Schulte                           | 38"24 | Miglior prestazione personale stagionale |
| 13   | 1        | 8      | Ghana         | Sean Safo-Antwi, Benjamin Azamati-Kwaku, Martin Owusu Antwi, Joseph Amoah           | 38"24 | Miglior prestazione personale stagionale |
|      | 1        | 3      | Turchia       | Kayhan Özer, Jak Ali Harvey, Emre Zafer Barnes, Ramil Guliyev                       | dq    |                                          |
|      | 2        | 8      | Nigeria       | Enoch Olaoluwa Adegoke, Usheoritse Itsekiri, Ogho-Oghene Egwero, Adeseye Ogunlewe   | dq    |                                          |

### Finale
La finale si è svolta il 5 ottobre alle ore 22:15.
| Pos     | Corsia | Nazione       | Atleti                                                                              | Tempo | Note                                                       |
| ------- | ------ | ------------- | ----------------------------------------------------------------------------------- | ----- | ---------------------------------------------------------- |
| Oro     | 8      | Stati Uniti   | Christian Coleman, Justin Gatlin, Mike Rodgers, Noah Lyles                          | 37"10 | Record nazionale · Miglior prestazione mondiale stagionale |
| Argento | 7      | Gran Bretagna | Adam Gemili, Zharnel Hughes, Richard Kilty, Nethaneel Mitchell-Blake                | 37"36 | Record europeo                                             |
| Bronzo  | 4      | Giappone      | Shuhei Tada, Kirara Shiraishi, Yoshihide Kiryū, Abdul Hakim Sani Brown              | 37"43 | Record asiatico                                            |
| 4       | 6      | Brasile       | Rodrigo do Nascimento, Vitor Hugo dos Santos, Derick Silva, Paulo André de Oliveira | 37"72 | Record sudamericano                                        |
| 5       | 5      | Sudafrica     | Thando Dlodlo, Simon Magakwe, Clarence Munyai, Akani Simbine                        | 37"73 |                                                            |
| 6       | 9      | Cina          | Su Bingtian, Xu Zhouzheng, Wu Zhiqiang, Bie Ge                                      | 38"07 |                                                            |
|         | 2      | Francia       | Amaury Golitin, Jimmy Vicaut, Méba-Mickaël Zeze, Christophe Lemaitre                | dnf   |                                                            |
|         | 3      | Paesi Bassi   | Joris van Gool, Taymir Burnet, Hensley Paulina, Churandy Martina                    | dq    |                                                            |